# Mesa Verde Wilderness
La Mesa Verde Wilderness est une aire protégée américaine située dans le comté de Montezuma, au Colorado. Fondée en 1976, elle protège 34,4 km2 dans le parc national de Mesa Verde.